# Janusz Jędrzejewski
Janusz Jędrzejewski (ur. 6 lutego 1954 w Grudziądzu, zm. 4 kwietnia 2009 w Kielcach) – polski kompozytor, twórca muzyki poważnej i rozrywkowej. Współzałożyciel, a w latach 1988–1990 prowadzący, elbląski chór „Cantata”.

## Życiorys
Studiował kompozycję pod kierunkiem Franciszka Woźniaka w Państwowej Wyższej Szkole Muzycznej w Gdańsku. Był autorem wielu utworów dla dzieci i młodzieży, a także minialbumu poświęconego Janowi Pawłowi II – Tu Es Petrus. Nauczyciel w szkole muzycznej w Elblągu. Pisał także artykuły do lokalnej prasy („Tydzień w Elblągu”).
Działalność Janusza Jędrzejewskiego opisana została przez Waldemara Górskiego w książce Cantata elbingensis: twórczość chóralna Janusza Jędrzejewskiego i działalność kulturalna Stowarzyszenia Miłośników Muzyki „Cantata” w Elblągu.